# Elsa Béatrice Brahe
Elsa Béatrice Persdotter Brahe (1629 – 7 avril 1653), Elizabeth Béatrice est une comtesse suédoise et duchesse de Stegeborg, épouse de Adolphe-Jean de Palatinat-Deux-Ponts-Cleebourg, duc de Stegeborg, le frère du roi Charles X de Suède. 

## Biographie
Elle est la fille de Per Brahe le jeune et Christine Catherine Stenbock, et est élevée par sa grand-mère paternelle Elsa Gyllenstierna au château de Rydboholm. Comme la majorité des femmes nobles à l'époque, son éducation est centrée principalement sur la façon de gérer un patrimoine, et comment se comporter dans la représentation et la vie sociale. 
Avant son mariage, elle est demoiselle d'honneur de Christine de Suède. La reine lui fait rencontrer Adolphe Jean, et le couple est fiancé en 1646. Le mariage a lieu à Stockholm en 1649, en présence du monarque. 
Le mariage est décrit comme malheureux, son conjoint la négligeant en faveur de ses plaisirs personnels. Tandis que la seconde épouse de Adolphe Jean est décrite comme son égale dans les mauvaises habitudes, sa première épouse est en revanche décrite comme son opposé, à cet égard, et comme le supérieur de tous les deux.  La situation économique du couple ducal est résolue lorsque Adolphe Jean est nommé gouverneur général de Västergötland en 1651. 
Elsa Beatrice n'a qu'un seul enfant : un fils qui a vécu quelques jours jours après la naissance, en 1652. Elle est morte lors d'une visite à Vadstena, après une période de mauvaise santé.